# HD31973
HD31973 є хімічно пекулярною зорею спектрального класу
A2 й має видиму зоряну величину в смузі V приблизно  9,4.

## Пекулярний хімічний вміст
Зоряна атмосфера HD31973 має підвищений вміст 
Cr
.